# (473107) 2015 HT172
(473107) 2015 HT172 es un asteroide perteneciente al cinturón de asteroides, descubierto el 27 de octubre de 2005 por el equipo del Mount Lemmon Survey desde el Observatorio del Monte Lemmon, Arizona, Estados Unidos.

## Designación y nombre
Designado provisionalmente como 2015 HT17.

## Características orbitales
2015 HT172 está situado a una distancia media del Sol de 2,432 ua, pudiendo alejarse hasta 2,745 ua y acercarse hasta 2,118 ua. Su excentricidad es 0,128 y la inclinación orbital 1,339 grados. Emplea 1385 días en completar una órbita alrededor del Sol.

## Características físicas
La magnitud absoluta de 2015 HT172 es 17,9.